# Night Gallery
Night Gallery is een Amerikaanse anthologieserie, bedacht door Rod Serling als opvolger van de serie The Twilight Zone. De serie werd uitgezonden op NBC van 1970 tot 1973. Serling was zowel de presentator als primaire schrijver voor de serie.

## Inhoud
Net als bij The Twilight Zone bevatte elke aflevering een afzonderlijke verhaal. Dit verhaal werd altijd gepresenteerd door Rod Serling vanuit een kunstgalerie. Bij aanvang van de serie onthult Rod Serling steeds een schilderij, waarna hij de kijkers een verhaal vertelt dat aan dit schilderij verbonden is.
De verhalen in Night Gallery waren doorgaans bewerkingen van klassieke fantasieverhalen van auteurs als H.P. Lovecraft, evenals originele werken van Serling zelf. Sommige verhalen waren overgenomen uit The Twilight Zone.
Elke aflevering bevatte meerdere verhalen.

## Film
De serie werd geïntroduceerd met een televisiefilm, die op 8 november 1969 werd uitgezonden. Deze film was het regiedebuut van Steven Spielberg, en een van de laatste films met Joan Crawford. Anders dan bij de afleveringen van de serie speelden de drie schilderijen in deze film niet alleen een rol bij de intro van het verhaal, maar ook in het verhaal zelf.

## Achtergrond
Night Gallery werd genomineerd voor een Emmy Award voor de aflevering "They're Tearing Down Tim Riley's Bar" uit seizoen 1. In 1972 kreeg de serie nog een nominatie voor de aflevering "Pickman’s Model."
De serie kreeg echter kritiek voor het gebruik van sketches met zwarte humor tussen de afzonderlijke verhalen in.
De afleveringen van de serie werden later regelmatig in stukken van 30 minuten geknipt voor heruitzendingen.
In 2004 bracht Universal de serie uit op dvd.